# 웹민
웹민(Webmin)은 유닉스 계열 시스템을 위한 강력하고 유연한 웹 기반 서버 관리 제어판이다. 웹민을 통해 사용자는 사용자, 디스크 할당량, 서비스, 구성 파일 등 운영 체제의 내부 부분을 구성하고 아파치 HTTP 서버, PHP, MySQL 등의 오픈 소스 앱들을 수정하고 제어할 수 있다.

## 개요
웹민은 대부분 펄에 기반을 두며 자체 프로세스와 웹 서버로서 실행된다. TCP 포트 10000을 기본값으로 사용한다. OpenSSL이 추가 필요 펄 모듈들과 함께 설치된 경우 SSL을 사용하도록 구성할 수 있다.

## 같이 보기
- YaST